# 大口秀和
大口 秀和（おおぐち ひでかず、1951年〈昭和26年〉1月10日 - ）は、日本の政治家。元三重県志摩市長（2期）。旭日小綬章受章。

## 来歴
旧志摩郡志摩町出身。三重県立水産高等学校卒。卒業後は水産業に従事する。志摩町議会議員を務めた。1999年（平成11年）に志摩町長に当選した。志摩町長は2期務めた。

### 2004年志摩市長選挙
2004年（平成16年）10月1日に志摩町は近隣の4町との合併し、志摩市が発足。合併後の志摩市長選挙に立候補したが、旧阿児町長の竹内千尋に敗れた。
※当日有権者数：50,216人 最終投票率：73.27%（前回比：-pts）
| 候補者名 | 年齢 | 所属党派 | 新旧別 | 得票数   | 得票率 | 推薦・支持 |
| -------- | ---- | -------- | ------ | -------- | ------ | ---------- |
| 竹内千尋 | 45   | 無所属   | 新     | 14,423票 | 39.5%  | -          |
| 大口秀和 | 53   | 無所属   | 新     | 11,393票 | 31.2%  | -          |
| 西尾文治 | 71   | 無所属   | 新     | 10,733票 | 29.4%  | -          |

2005年（平成17年）の志摩市議会議員選挙に立候補しトップで当選した。

### 2008年志摩市長選挙
2008年（平成20年）の市長選挙に再び立候補し、前回敗れた竹内らを破り、市長に当選した。
※当日有権者数：48,946人 最終投票率：66.67%（前回比： 6.6pts）
| 候補者名 | 年齢 | 所属党派 | 新旧別 | 得票数   | 得票率 | 推薦・支持 |
| -------- | ---- | -------- | ------ | -------- | ------ | ---------- |
| 大口秀和 | 57   | 無所属   | 新     | 14,950票 | 45.7%  | -          |
| 竹内千尋 | 49   | 無所属   | 現     | 13,568票 | 42.5%  | -          |
| 大西美幸 | 58   | 無所属   | 新     | 3,749票  | 11.7%  | -          |

10月31日に市長に就任した。

### 2012年志摩市長選挙
4年後の2012年（平成24年）の市長選挙でも前回破った竹内と旧大王町長だった野名澄代らを破り、再選を果たした。
※当日有権者数：47,016人 最終投票率：65.62%（前回比： 1.05pts）
| 候補者名 | 年齢 | 所属党派 | 新旧別 | 得票数   | 得票率 | 推薦・支持 |
| -------- | ---- | -------- | ------ | -------- | ------ | ---------- |
| 大口秀和 | 61   | 無所属   | 現     | 13,406票 | 43.9%  | -          |
| 竹内千尋 | 53   | 無所属   | 元     | 8,978票  | 29.4%  | -          |
| 野名澄代 | 63   | 無所属   | 新     | 6,288票  | 20.6%  | -          |
| 松尾昌男 | -    | 無所属   | 新     | 1,869票  | 6.1%   | -          |

2期目の2016年（平成28年）には志摩市で伊勢志摩サミットが開催された。

### 2016年志摩市長選挙
同年の市長選挙では前回落選した竹内が立候補し、竹内に敗れた。
※当日有権者数：45,542人 最終投票率：58.03%（前回比： 7.59pts）
| 候補者名 | 年齢 | 所属党派 | 新旧別 | 得票数   | 得票率 | 推薦・支持 |
| -------- | ---- | -------- | ------ | -------- | ------ | ---------- |
| 竹内千尋 | 57   | 無所属   | 元     | 14,266票 | 55.0%  | -          |
| 大口秀和 | 65   | 無所属   | 現     | 10,295票 | 39.7%  | -          |
| 濱口淳子 | 65   | 無所属   | 新     | 1,379票  | 5.3%   | -          |

10月30日に退任した。2017年（平成29年）の志摩市議会議員選挙に再び立候補し当選。

### 2020年志摩市長選挙
2020年（令和2年）の市長選挙で再び立候補したが、元志摩市議会議員の橋爪政吉に敗れた（現職の竹内も落選）。
※当日有権者数：42,704人 最終投票率：63.07%（前回比： 5.04pts）
| 候補者名 | 年齢 | 所属党派 | 新旧別 | 得票数   | 得票率 | 推薦・支持 |
| -------- | ---- | -------- | ------ | -------- | ------ | ---------- |
| 橋爪政吉 | 45   | 無所属   | 新     | 14,169票 | 53.2%  | -          |
| 竹内千尋 | 61   | 無所属   | 現     | 9,059票  | 34.0%  | -          |
| 大口秀和 | 69   | 無所属   | 元     | 3,403票  | 12.8%  | -          |

## 栄典
- 2022年秋の叙勲で旭日小綬章を受章[17]。